# 6 août dans les chemins de fer
6 juillet 6 septembre
Chronologies thématiques
- Croisades
- Sports
- Disney

Cette page concerne les événements qui se sont déroulés un 6 août dans les chemins de fer.

## Événements

### XXesiècle
- 1929 : en  Australie, l'express The Ghan commence à transporter des voyageurs sur la ligne transcontinentale Adélaïde-Darwin, bien que celle-ci ne soit pas encore achevée.
- 1988 : en France, spectaculaire accident à la gare de Paris-Est, un train enfonce le buttoir situé au bout du quai, faisant un mort et 56 blessés. Venant peu de temps après la catastrophe de la gare de Lyon (27 juin de la même année), cet accident, dû à une maladresse du conducteur qu'un équipement de sécurité aurait corrigé s'il avait été installé[1], provoque la démission du président de la SNCF, Philippe Rouvillois.

## Décès
- Alain de Dieuleveult, auteur français, notamment spécialisé dans les chemins de fer secondaires (° 11 avril 1926).